# Glênio Bianchetti
Glênio Alves Branco Bianchetti (Bagé, 15 de janeiro de 1928 — Brasília, 18 de fevereiro de 2014) foi um pintor, gravador, ilustrador e professor brasileiro. É considerado um dos nomes mais importantes entre os pintores expressionistas depois da geração dos mestres da primeira fase do modernismo brasileiro.  

## Biografia
Nascido em 15 de janeiro de 1928, em Bagé, no Rio Grande do Sul, o descendente de imigrantes italianos Glênio Bianchetti inicia-se nas artes plásticas aos 16 anos de idade. Sendo filho único de um comerciante, o pai esperava que Glênio o sucedesse no negócio da família, uma padaria. Entretanto, durante uma reunião familiar, ainda aos 18, é declarada sua opção pela atividade artística, o que causa grande tumulto entre os parentes e amigos.  
Na decada de 40, sob a orientação de José Moraes, participa da criação do Grupo chamado de Bagé, com Clóvis Chagas e Glauco Rodrigues. Iniciou seus estudos artísticos em 1946 com o pintor e escultor brasileiro José Moraes, à época baseado em Bagé. Em 1949, Bianchetti vai a Porto Alegre para estudar no Instituto de Belas Artes (hoje Instituto de Artes da Universidade Federal do Rio Grande do Sul), onde foi aluno de Iberê Camargo. Alternando períodos em Bagé e em Porto Alegre, completou a licenciatura em artes plásticas em 1954.
A década de 50 é uma confirmação de sua carreira artística. Participa da fundação o Clube da Gravura de Porto Alegre, juntamente com Carlos Scliar, Vasco Prado, Danúbio Gonçalves e Glauco Rodrigues, onde se importa a parceria com gravadores mexicanos. Destaca-se em várias funções, comando grande evolução na sua Em 53, assumir a direção do Setor Gráfico da Divisão de Cultura da Secretaria de Educação do Rio Grande do Sul e, em 59, orienta cursos de gravura, no Instituto de Belas Artes de Porto Alegre.  
A produção de Bianchetti, na década de 1950, é realizada principalmente em xilografia e linoleogravura, e mostra operários em olarias ou meninos brincando, geralmente em espaços abertos. Destaca-se a qualidade do desenho e o uso apurado dos contrastes entre claro e escuro, sem gradações intermediárias, como ocorre em Sempre Vivas (1952), na qual nota-se a influência do expressionismo.
Inicia a década de 60 como diretor do Museu de Arte do Rio Grande do Sul e, em 62, vem para Brasflia, a convite de Darcy Ribeiro, realiza o sonho de fundar na UnB, ao lado de importantes artistas e intelectuais. Além de contribuir para a estruturação do setor gráfico da Universidade de Brasília, dirige o atelier de pintura, até ser novamente perseguido pelo regime militar. 
Na década de 70, Glênio retoma suas atividades educativas e vê seu trabalho desfrutar de intensa projeção no exterior. Participa da criação do Museu de Arte de Brasília e inaugura o Centro de Reabilitação Criadora CRESÇA, junto com sua esposa, contribuindo para a formação de diversos artistas e educadores da cidade.  
Também neste período, em 1973, participa do Salão de Maio, em Paris e, em 78, tem uma de suas obras escolhidas para homenagear o presidente francês Giscard d'Estaing, em visita ao Brasil.  Nos anos 80, dedica-se à produção constante em diversas técnicas, alcançando enorme sucesso.  Seu engajamento político na campanha das Diretas Já e na campanha presidencial de 89 se faz presente em seus trabalhos, como no cartaz concebido por eleito para a constituição.  
Em 1988 é reintegrado aos quadros da UnB e volta a lecionar. Em 94 recebe a Medalha de Grão-Mestre e Comendador da Ordem do Mérito Cultural do DF.  Em 96 e 97, seus trabalhos integram a Mostra Itinerante Grupo de Bagé, dentro do projeto Resgatando a Memória, que contempla também as obras de Carlos Scliar, Glauco Rodrigues e Danúbio Gonçalves, lavrada no Rio Grande do Sul e em várias capitais do País. Em 1998, recebe a Medalha Mérito Alvorada do Governo do Distrito Federal.  E em 99, fechando a década, Glênio é homenageado com a retrospectiva dos seus 50 anos de carreira no Palácio Itamaraty, em Brasília.  
Em 2004, é publicado o livro Glênio Bianchetti, de autoria de José Paulo Bertoni, e em março de 2010, é lançado o documentário Bianchetti, filme dirigido por Renato Barbieri, com 52 minutos de duração, sobre a sua trajetória artística.  
A extensa biografia de Glênio Bianchetti consagra uma personalidade genial nas artes, na educação e na cultura. 

## Escola de gravura do Rio Grande do Sul
Bianchetti começou a ter seu trabalho conhecido na década de 1950, quando participou da fundação, em 1951, do Clube de Gravura de Bagé, ao lado de Glauco Rodrigues e Danúbio Gonçalves. No mesmo ano, com Carlos Scliar e Vasco Prado, fundou o Clube de Gravura de Porto Alegre, marcado por obras de caráter social. A obra de Bianchetti nesse período é dominada por xilogravuras com temas relacionados ao trabalho e aos costumes regionais do Rio Grande do Sul, fortemente inspiradas pelo expressionismo alemão.
Em 1960, a convite do então governador gaúcho Leonel Brizola, assumiu a direção do Museu de Arte do Rio Grande do Sul (MARGS), onde permaneceria por dois anos. Em paralelo, lecionou gravura na Universidade Federal do Rio Grande do Sul.

## Fundador da Universidade de Brasília
Em 1962, Bianchetti foi chamado por Darcy Ribeiro para integrar o corpo docente do curso de arquitetura da Universidade de Brasília. Foi o primeiro diretor do ateliê de artes plásticas e do setor gráfico da universidade. Após o golpe militar de 1964, foi preso por "subversão" e afastado da UnB, à qual seria reintegrado somente em 1988.
Mesmo sem o vínculo com a universidade, Bianchetti decidiu radicar-se em Brasília, dedicando-se sobretudo à pintura e à tapeçaria. Colaborou com a criação do Museu de Arte de Brasília na década de 1970.  Em 1999 foi homenageado com retrospectiva de 50 anos de carreira no Palácio Itamaraty.  

## Comentários Críticos
Apresentação de Antônio Bento e Joaquim Cardozo para exposição no Museu de Arte Moderna de São Paulo em 1970:  
"(...) Em composições diversas, o artista tira partido da intensidade da cor, ao mesmo tempo que procura sintetizar as formas de homens, mulheres ou de bichos. Em outros quadros, nota-se um acentuado abandono da espacialidade realista da imagem, em benefício do esquema cromático, disposto em largas chapadas coloridas. Aliás, esse processo é comum aos expressionistas. Na sua procura de simplificação da figura humana, o artista recorre frequentemente à geometria, num compromisso evidente com a linha cubista, como acontece na produção de vários pintores europeus. Outras vezes, utiliza-se da abstração. (...) Na medida em que se afasta dos aspectos dramáticos da sociedade da nossa época, a arte do expositor orienta-se para soluções essencialmente plásticas e também para especulações de caráter espacial, tanto nas tapeçarias como nos quadros de cavalete. Esta é uma das feições características da produção artística de Glênio Bianchetti, um dos nossos expressionistas figurativos de maior originalidade pessoal, após a geração dos mestres da primeira fase do modernismo brasileiro".
Hugo Auler em Dicionário brasileiro de artistas plásticos (CAVALCANTI, Carlos; AYALA, Walmir, org. Dicionário brasileiro de artistas plásticos. Brasília: MEC/INL, 1973-1980):
"Além de ter um domínio absoluto sobre o desenho (...), Bianchetti se apresenta como um mago das concepções da cor, demonstrando a sua mestria na eleição das cores puras, na filtragem das tintas, e com o que consegue tornar mais agradáveis as cores mais desagradáveis para determinados tipos de temperamento. (...) Esteticamente, revelando-se senhor de um mundo imagético próprio e original, sem tombar na excentricidade, e cuja conquista resultou de longas pesquisas em torno da forma, de sua filosofia e de seu simbolismo, Bianchetti apresenta uma uniformidade de composição estrutural, não obstante a diversidade das temáticas e dos conteúdos. Por todas essas razões é que Bianchetti nos oferece uma poética pictorial conjugada a uma técnica magistral de execução a demonstrar que já venceu todas as suas problemáticas, adquiriu seu estilo, tornando-se um dos mais autênticos representantes do expressionismo figurativo no ciclo atual da nossa pintura contemporânea".

Olívio Tavares de Áraújo (ARAÚJO, Olívio Tavares de. A Dimensão do Humano. In: catálogo: BIANCHETTI, Glênio, BIANCHETTI, Ailema de Bem (coord. ) 50 anos de arte.  Brasília: Ministerio de Relações Exteriores, 1999. p. 45 e 46.):
"Antes seja dito que a rigor desde o começo, mesmo antes da existência do Clube, a gravura de Bianchetti já era claramente engajada; suas posições ideológicas não foram conseqüência, e sim causa de sua adesão ao movimento. Naquele passo entendia-se como engajamento mostra a realidade social dos mais humildes, seus costumes, sua faina, a labuta diária, voltando-se para o entorno imediato. Para os gaúchos, graças à riqueza de sua paisagem física e humana, a sua cultura tão diferenciada no conjunto do país, foi uma tarefa particularmente bem realizada. Assim, uma rápida olhada na produção de Bianchetti entre 1951 e 57 nos mostra mulheres costurando, pilando ou fazendo marmelada, no meio de apetrechos característicos do Sul; operários em suas velhas e toscas olarias, puxadas por bois; a corrida de cavalo assistida por uma platéia de chapéus amplos, ponchos e bombachas, a refeição, o repouso e a sesta após o trabalho; um gaúcho típico trançando corda, meninos descalços brincando com passarinhos ou com um carrinho de lomba, o jogo do osso (um divertimento regional), etc. Como na questão da 'arte para o povo', pode surgir hoje algum ceticismo quanto à eficácia política desse tipo de imagem. Mas visto que não é a militância que dimensiona a qualidade real da obra, e sim os elementos agenciados no diálogo entre forma e conteúdo, tampouco há muito, aqui, com que nos preocuparmos".

## Família
Casado com a também artista plástica Ailema de Bem, natural de Lavras do Sul, Bianchetti teve seis filhos, incluindo o pintor e professor brasiliense Lourenço de Bem.

## Morte
Por conta de uma hemorragia interna, causada por um cateterismo, Glênio morreu na noite de 18 de fevereiro de 2014. Ele foi transferido para o Hospital Santa Lúcia na Asa Sul (Brasília), após complicações no procedimento.